# Under the Tank
«Under the Tank» — український музичний гурт. Заснований в лютому 2013 року в місті Хмельницький. Репертуар здебільшого у жанрах: альтернатий рок/метал. Переможці фестивалю «Проскурів фест»-2013. Учасники фестивалів «Рок-булава» (Переяслав), «Route 66» (Київ), «Green Fest» (Хмельницький), «Koza music battle» (Тернопіль), «Rock'n'buh Fest» (Хмельницький), «StarkonFEST'17» (Старокостянтинів).

## Склад гурту
- Максим Лисий[3] — вокал
- Ковтун Максим[4] — гітара
- Антон Пантелімонов[5] — гітара
- Ростислав Спокойний[6] — бас
- Михайло Музика[7] — ударні.

## Історія
Гурт бере свій початок зі знайомства вокаліста Лисого Максима та ударника Музики Михайла у 2012. У жовтні 2013 року додавши до свого складу басиста Кліпова Євгенія та гітариста Пантелеймонова Антона, гурт бере участь у фестивалі «Проскурів фест-2013», і займає призове місце. Опісля цього розпочинаються активні виступи у рідному місті та записи пісень. У вересні 2014 року до гурту приєднується гітарист Ковтун Максим. Гурт розпочинає співпрацювати з менеджером Кучерявою Іриною. Дає концерти у Вінниці, Тернополі, Києві, Переяславі.
З червня по грудень 2016 року гурт бере творчу перерву, опісля якої в оновленому складі повертається до роботи над матеріалом. 23 березня 2017 року презентує сингл «Сам» та вже наприкінці травня бере участь у новому українському фестивалі «Rock'n'buh» (Хмельницький). Після виступу на «Rock'n'buh» в мережі з'являється інформація про підготовку нових релізів та продовження концертної діяльності гурту.